# Liste der Naturdenkmale in Losheim am See
Die Liste der Naturdenkmale in Losheim am See nennt die auf dem Gebiet der Gemeinde Losheim am See im Landkreis Merzig-Wadern im Saarland gelegenen Naturdenkmale.

## Naturdenkmale
| Bild            | Bezeichnung                                        | Ort                                                       | Beschreibung | Art | Nr. |
| --------------- | -------------------------------------------------- | --------------------------------------------------------- | --- | --- | --- |
| Fotos hochladen | Bärenfelsen                                        | Losheim am See Scheiden 49° 33′ 15,6″ N, 6° 44′ 14,7″ O)  | etwa 1,2 km nordöstlich von Scheiden im Gemeindewald                                                            |     | 35  |
| BW              | Buchen-Buschbaum                                   | Losheim am See Rimlingen 49° 28′ 37,8″ N, 6° 44′ 28,4″ O) | aus Stockausschlägen entstandene Gruppe von 4 Buchen, die zusammen eine rundgeformte tiefbeastete Krone bilden. |     | 36  |
| Fotos hochladen | Vier Altbuchen auf einem Stock, eine Alteiche      | Losheim am See Britten 49° 31′ 12,4″ N, 6° 40′ 8,2″ O)    | in der Nähe der Schule, vor dem Festplatz (im Norden von Abt. 305)                                              |     | 37  |
| BW              | Zwei Linden mit Kreuz                              | Losheim am See Wahlen 49° 28′ 56,8″ N, 6° 46′ 58,2″ O)    | Straßengabelung im Süden von Wahlen                                                                             |     | 38  |
| BW              | Eiche                                              | Losheim am See 49° 29′ 37,6″ N, 6° 43′ 39,1″ O)           | an der Rimlinger Straße (Waldeck Rimlinger Straße, Distrikt Bormig, Abt. 205)                                   |     | 39  |
| BW              | Alteichen-Buchengruppe (1 Eiche, 2 Buchen)         | Losheim am See 49° 31′ 40,9″ N, 6° 42′ 47,7″ O)           | Südwestrand der Abt. 222                                                                                        |     | 40  |
| Fotos hochladen | Rammenfels                                         | Losheim am See Wahlen 49° 29′ 37,8″ N, 6° 48′ 33,7″ O)    | am Waldweg von Müchweiler nach der Dellborner Mühle                                                             |     | 41  |
| Fotos hochladen | 2 Eichen                                           | Losheim am See Wahlen 49° 29′ 43,5″ N, 6° 47′ 45,9″ O)    | Dellborner Mühle bei Niederlosheim                                                                              |     | 42  |
| BW              | 1 Alteiche                                         | Losheim am See Bachem 49° 29′ 53,7″ N, 6° 42′ 7,4″ O)     | Südostecke der Abt. 46, direkt an der Straße nach Losheim                                                       |     | 43  |
| Fotos hochladen | Mittelwaldeichen u. -buchen (5 Eichen u. 4 Buchen) | Losheim am See Bachem 49° 30′ 0,6″ N, 6° 41′ 51,1″ O)     | im nördlichen Bereich der Abt. 46 südwestlich des Söllenberges                                                  |     | 44  |